# Festival international du film de Thessalonique 2016
 (octobre 2017).
Le festival international du film de Thessalonique 2016, la 57e édition du festival (grec moderne : 57° Φεστιβάλ Κινηματογράφου Θεσσαλονίκης), s'est tenu du 3 novembre au 11 novembre 2016.
En ouverture, projection de Paterson de Jim Jarmusch, dont le Gimme Danger est aussi projeté.

## Sélection

### The European Parliament’s LUX Prize
LUX Prize :

## Palmarès

### Compétition
- Prix Theo Angelopoulos (Alexandre d'or) : Deadly Wheelchairs d'Attila Till ( Hongrie)